# Un cielo che non sai
Un cielo che non sai è un album discografico del cantante italiano Franco Fasano, pubblicato nel 1990 (CBS, 466877 1).

## Tracce
Testi di Fabrizio Berlincioni, musiche di Franco Fasano.

### Lato A
1. Come l'anima quando è spogliata
2. Il cielo è sempre lì
3. Posso
4. Convivere
5. Da fratello a fratello (featuring: Anna Oxa, Fausto Leali)

### Lato B
1. Un cane sciolto
2. Vieni a stare qui
3. La donna della mia vita
4. E quel giorno non mi perderai più
5. Un bimbo che non c'è

## Formazione
- Franco Fasano – voce, cori, tastiera, pianoforte
- Paolo Costa – basso
- Lele Melotti – batteria
- Maurizio Camagna – tastiera, programmazione
- Sergio Conforti – tastiera, batteria elettronica, pianoforte, Fender Rhodes
- Pier Michelatti – basso
- Mario Natale – tastiera, pianoforte
- Marco Guarnerio – chitarra elettrica
- Rilly – tastiera, programmazione
- Fio Zanotti – tastiera, pianoforte
- Paolo Gianolio – chitarra acustica, programmazione, tastiera, chitarra elettrica
- Alberto Crucitti – tastiera, programmazione
- Gino Zandonà – chitarra elettrica
- Candelo Cabezas – percussioni
- Michele Ascolese – chitarra acustica
- Maurizio Gianni – chitarra elettrica
- Sergio Fanni – flicorno
- Feiez – sax, cori
- Alberto Borsari – armonica
- Paola Folli, Angela Parisi, Liliana Bancolini, Emanuela Gubinelli, Lalla Francia, Moreno Ferrara  – cori